# Rząd Karla Stürgkha
Rząd Karla Stürgkha – rząd austriacki, rządzący Cesarstwem Austriackim od 3 listopada 1911 do 21 października 1916.

## Skład rządu
- premier - Karl Stürgkh
- rolnictwo – Wacław Zaleski, Albin Braf, Karl Heinold, Franz Zenker
- handel – Moritz Roessler, Rudolf Schuster, Alexander Spitzmüller
- wyznania i oświata – Max Hussarek
- finanse – Robert Meyer, Wacław Zaleski, August Engel Mainfelden
- sprawy wewnętrzne – Karl Heinold, Konrad Hohenlohe, Erasmus Handel
- sprawiedliwość – Viktor Hochenburger
- roboty publiczne – Ottokar Trnka
- koleje – Zdenko Forster
- obrona krajowa – Friedrich Georgi
- minister bez teki (do spraw Galicji) – Filip Zaleski (1911 r.), Władysław Długosz (do 28 grudnia 1913), Zdzisław Karol Dzierżykraj-Morawski (do 21 października 1916)